# Hermann von Helmholtz
Hermann von Helmholtz ili punim imenom Hermann Ludwig Ferdinand von Helmholtz (Potsdam, 31. kolovoza 1821. – Berlin, 8. rujna 1894.), njemački liječnik i fizičar. Bavio se fiziologijom, fizikom, matematikom i psihologijom. Nakon završenih medicinskih studija, profesor fiziologije u Königsbergu (danas Kalinjingrad, Rusija.) (1849.), Bonnu (1855.) i Heidelbergu (1858.), zatim profesor fizike na Sveučilištu u Berlinu (1871.) i ravnatelj Fizikalno-tehničkog instituta u Berlinu. Svojim istraživanjima fiziologije došao do fundamentalnih otkrića na području osjeta zvuka i svjetlosti, brzine širenja živčanih impulsa i reagiranja mišića. Za svoja fiziološka istraživanja konstruirao je aparat za mjerenje i grafičko bilježenje kontrakcije mišića, oftalmoskop i druge instrumente, odredio zakrivljenost leće u oku, protumačio akomodaciju oka njegovom sposobnošću da u određenim granicama mijenja žarišnu duljinu leće u oku. Razvio Youngovu teoriju osjeta boja, polazeći od triju osnovnih boja – crvene, zelene i ljubičaste – za koje bi u mrežnici postojale tri vrste živčanih stanica i s pomoću te teorije objasnio sljepoću za pojedine boje. Protumačio funkciju Cortijeva organa u uhu i razvio teoriju boje tonova. Osjet boje tona rastumačio je sposobnošću uha da složene tonove rastavlja u njihove sastavne dijelove, pa je boja tona posljedica nazočnosti viših harmonika. Helmholtzove su teorije poslije nadogradili A. Oettinge, Hermann Lotze i Hugo Riemann, a u Hrvata ga je u svojoj estetici glazbe prvi promicao Franjo Marković. Za analizu zvuka konstruirao je šuplje staklene kugle, nazvane Helmholtzovi rezonatori. 
Godine 1857. objavio je rad o održanju sile, kojim je, pored J. R. Mayera, J. P. Joulea i W. Kelvina, postavio zakon očuvanja energije, pokazavši istodobno da taj zakon vrijedi i za životne procese u organizmima, što je konačno sasvim potisnulo vjerovanje u takozvanu životnu silu. U hidrodinamici, Helmholtz je prvi matematički razvio teoriju vrtloga. Proučavajući elektrolizu, postavio je hipotezu čestične prirode elektriciteta. Dao je značajne prinose elektrodinamici, optici i termodinamici. Pokazao je mogućnost primjene principa najmanjega djelovanja u spomenutim granama fizike. Osim toga, objasnio je niz meteoroloških pojava i nastajanje morskih valova. Njegovi radovi u meteorologiji odnose se na teoretske doprinose: Helmholtzova slobodna energija termodinamička je funkcija stanja koja u reverzibilnom izotermičkom procesu raste s radom što se obavlja u sustavu; Helmholtzova nestabilnost odnosi se na hidrodinamičku nestabilnost koja proizlazi iz smicanja ili diskontinuiteta u struji na granici dvaju homogenih fluida pa se tada stvara takozvani Helmholtzov val, koji je nestabilan. Helmholtz je razvio i jednadžbe i teoreme u matematici i fizici koji se i danas koriste, posebno u dinamičkoj meteorologiji. Značajan je i njegov rad o geometriji, koji raspravlja o činjenicama koje tvore njezine osnove. Bez obzira na neobično široku znanstvenu djelatnost, Helmholtz je u svakom području postavio genijalne hipoteze, otkrio osnovne zakonitosti i razvio posebnu metodologiju eksperimentiranja, uključujući u to i konstrukciju nužnih naprava.

## Životopis
Njegov je život bio u znaku potpune predanosti znanosti i jedan je od najznačajnijih znanstvenika 19. stoljeća. Kao mladi čovjek, von Helmholtz je bio zainteresiran za prirodne znanosti, ali ga je otac poslao na studij medicine zbog izglednije financijske podrške od strane države. Širokog spektra interesa, von Helmholtz je pisao o starosti Zemaljske kugle do opisa Sunčevog sustava.
Prvo značajnije znanstveno postignuće je bilo 1847. kada je otkrio princip sačuvanja energije kod metabolizma mišića. Potvrdio je da ne postoji životna snaga u organizmu koja dodaje energiju za pokrete mišića. Polazeći od ranijih radova Sadi Carnota, Émile Clapeyrona i James Prescott Joulea, postavio je odnose između mehanike, topline, Svjetlosti, Elektriciteta i magnetizma odnoseći se prema njima kao pojavnosti jedne sile (energije u modernim terminima. Svoje teorije je objavio u knjizi O sačuvanju sile (njem. Über die Erhaltung der Kraft, 1847.).
Imao je radove u osjetilnoj fiziologiji, a (njegov student Wilhelm Wundt uspješno je nastavio ta istraživanja). Von Helmholtz je značajnije pridonio medicini na polju oftalmologije. Izumio je oftalmoskop, instrument koji se koristi za ispitivanje unutrašnjosti ljudskog oka. Tako je postao poznat preko noći u cijelom svijetu. Njegovo glavno djelo Priručnik za fiziološku optiku (njem. Handbuch der Physiologischen Optik), daje empirijske teorije za prostorni vid u boji i opažanje pokreta. Taj je priručnik postao osnovno referentno djelo na svom polju tokom druge polovice 19. stoljeća. Njegova teorija o akomodacijskom refleksu ostala je nepromijenjena sve do zadnjeg desetljeća 20. stoljeća.
Von Helmholtz je 1863. objavio knjigu "Die Lehre von den Tonempfindungen als physiologische Grundlage für die Theorie der Musik" pokazujući i dalje interes za fiziku opažanja. Ta je knjiga utjecala na muzikologe sve do 20. stoljeća. Na tom polju izumio je takozvani Helmholtzov rezonator kako bi prikazao snagu različitih tonova. U elektromagnetizmu je proučavao longitudinalne valove, ali nije dao veći prilog na tom području. Njegov student Heinrich Rudolf Hertz postao je poznat po prvom pokusu elektromagnetskog zračenja. Ipak von Helmholtz je predvidio elektromagnetsko zračenje iz Maxwellovih jednadžbi i valna jednadžba sada nosi njegovo ime. Također, njemačko udruženje istraživačkih instituta nosi njegovo ime. Njegovi studenti (bio je profesor u Königsbergu, Bonnu, Heidelbergu i Berlinu) koji su kasnije postali poznati: Max Planck, Heinrich Kayser, Eugen Goldstein, Wilhelm Wien, Arthur König, Henry Augustus Rowland, A. A. Michelson i Mihajlo Pupin.

### Helmholtzov rezonator
Helmholtzov rezonator je svaka kuglasta šupljina koja ima vlastitu rezonantnu frekvenciju f0. Frekvencija ovisi o polumjeru šupljine R, duljini l i polumjeru r spojnoga kanala te o gustoći, vlažnosti i temperaturi zraka. Koristi se pri akustičkim ispitivanjima te za prigušivanje buke, kao element prigušivača. Za zrak relativne vlažnosti oko 60%, temperaturu oko 20 °C, te tlak oko 105 Pa vrijedi:
{\displaystyle f_{0}={\frac {v}{2\cdot \pi }}\cdot {\sqrt {\frac {A}{V_{0}\cdot L_{eq}}}}}
gdje je: v - brzina zvuka, A - presjek spojnog kanala, V0 - statički obujam šupljine, Leq - ekvivalentna duljina spojnog kanala, koja se može uzračunati iz
{\displaystyle L_{eq}=l+0,6\cdot r}

## Djela
- Priručnik fiziološke optike (njem. Handbuch der physiologischen Optik, 1867.),
- Nauk o tonskim osjetima kao fiziološkim temeljima za teoriju glazbe (njem. Die Lehre von den Tonempfindungen als physiologische Grundlage für die Theorie der Musik, 1863., 6. izd. 1913.).